# فيليبي ألبوكيرك
فيليبي ألبوكيرك هو لاعب كرة قدم برازيلي، ولد في 27 سبتمبر 1999 في بلدية أندرادينا في البرازيل.